# Cementiri d'Hostalric
El Cementiri d'Hostalric és un cementiri situat a la part nova d'Hostalric (Selva), a la urbanització La Conna. És una obra inclosa en l'Inventari del Patrimoni Arquitectònic de Catalunya.

## Descripció
És un cementiri de planta rectangular, té diversos carrers amb quatre pisos de nínxols i algunes làpides a terra. Les cobertes són en uralita i en teula àrab. La façana és arrebossada i pintada de color groc. Destaca l'entrada principal amb porta de ferro forjat, dues pilastres de maó vist i coronades per un element ornamental, un d'ells, d'estil modernista amb trencadís policrom (terra, blanc i diferents tonalitats de blau), on hi ha la data de construcció del cementiri: 1932. Al costat d'aquesta entrada hi ha una altra entrada més petita, en arc de mig punt rebaixat i amb llinda de maó vist. A l'interior hi ha petites zones amb jardí.

## Història
L'antic cementiri es trobava al costat de l'església del Socors. L'any 1932 Higini Negre feu un donatiu per a la construcció del nou cementiri.